# Lumière (immeuble)
Pour les articles homonymes, voir Lumière (homonymie).
Lumière, anciennement Zeus, Bercy-Expo et Centre d'affaire permanent du vin et de l'agroalimentaire, est un immeuble de bureaux situé dans le 12e arrondissement de Paris, en France.

## Localisation
L'immeuble est situé 40 avenue des Terroirs-de-France, dans la ZAC de Bercy, à proximité de Bercy Village. Il fait face au musée des Arts forains (entrepôts de Bercy).

## Description

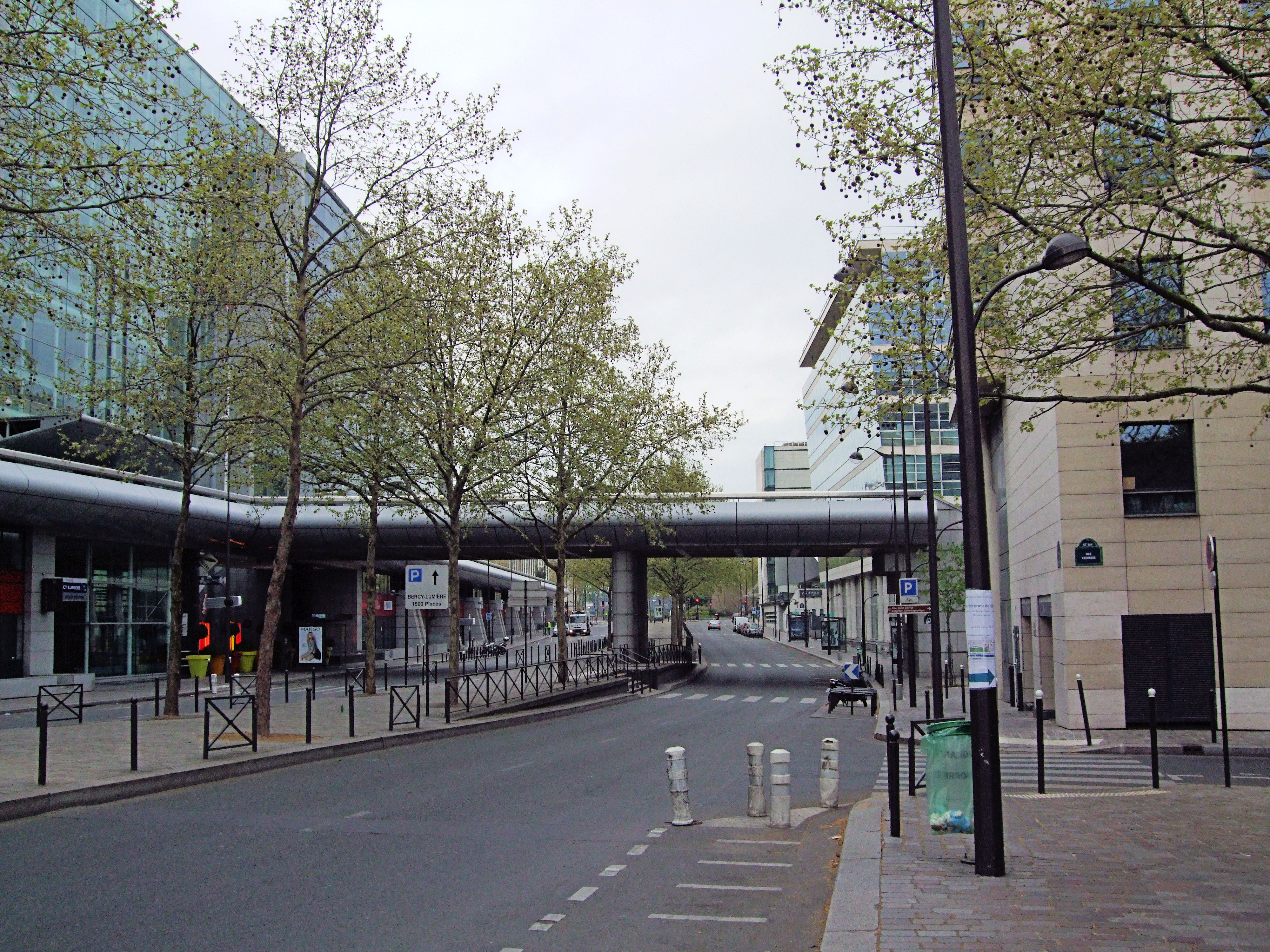
Avenue des Terroirs-de-France avec le bâtiment Lumière sur la gauche.

L'édifice est un immeuble de huit étages et quatre sous-sols (1 735 places de stationnement et une zone d'entrepôts). Il est composé de deux ailes (« Garonne » à l'est, « Seine » à l'ouest) reliées par un atrium central de 52 000 m3.
Sa surface hors œuvre nette (SHON) est de 260 000 m2. Il s'agit du plus grand bâtiment privé de la ville avec 360 ou 350 m de longueur et 80 m de large.
Sa hauteur totale est de 28 mètres.

## Historique

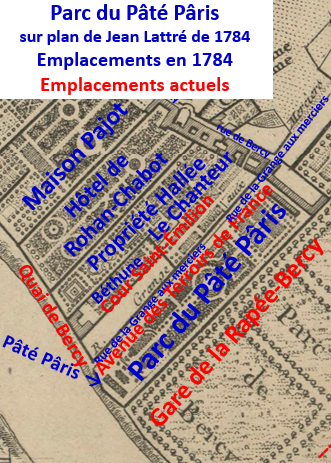
Pâté Pâris sur plan de 1784.

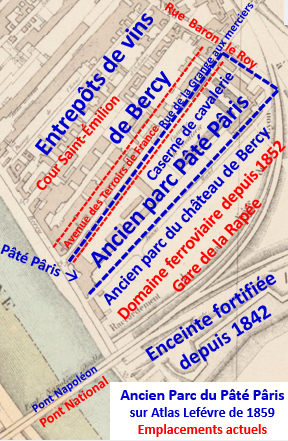
Ancien parc du Pâté Pâris en 1859.

L'immeuble est établi à l'extrémité amont des anciens entrepôts de Bercy entre la Cour Nicolaï sur le tracé de l'ancienne rue de la Grange-aux-Merciers et la bordure de la gare de la Rapée.
Ce terrain était celui du parc du pavillon du Pâté Pâris datant du début du XVIIIe siècle qui s'étendait en longueur de la Seine jusqu'à l'emplacement de l'actuelle rue Baron-le-Roy, en largeur entre la rue de la Grange-aux-Merciers et le vaste parc du château de Bercy. Ce terrain avait été en partie vendu en 1825 à l'État qui y avait établi une caserne de cavalerie.
Cette caserne a été démolie vers 1880 ainsi que d'autres bâtiments pour l'extension par la Ville de Paris des entrepôts. Le territoire des entrepôts supprimés au cours des années 1980 a fait l'objet de la ZAC Bercy.
Les derniers vestiges de l'ancien pavillon qui étaient encore visibles dans les anciens entrepôts au bord de la Cour Nicolaï (voie particulière du domaine des chais à l'emplacement du tronçon sud-ouest de l'ancienne rue de la Grange aux Merciers) ont disparu lors de l'aménagement de la ZAC.
L'immeuble est construit par l'architecte Henri Lafonta en 1996. Le maître d'ouvrage est la société Z.E.U.S. et le maître d'œuvre Dumez.
Construit par Suez Lyonnaise, il a été conçu pour accueillir un showroom du marché agroalimentaire. Retransformé en bureaux, il a été vendu à Morgan Stanley pour 243 millions d'euros, puis en 2003 à l'américain Blackstone et en 2006 à Tishman Speyer pour 675 millions d'euros. En 2019 l'immeuble a été vendu à Samsung SRA (une filiale du Groupe Samsung) pour un montant d'environ 1,2 milliard d'euros, à la suite de l'autorisation de la Commission Européenne.
De 2025 à 2030, pendant la durée prévue des travaux de rénovation du Centre Pompidou, l'immeuble doit accueillir la Bibliothèque publique d'information.